# 境外敵對勢力
境外敵對勢力，是指意識形態鬥爭中，被部分国家或地区政府所使用並各自定義的政治用語。

## 标准与沿革

### 中华人民共和国
境外敵對勢力（又稱境外反華勢力、境外勢力等），法律上称敌对组织，根据2014年通过的《中华人民共和国反间谍法》，是指由国家安全部或者公安部认定的“敌视中华人民共和国人民民主专政的政权和社会主义制度，危害国家安全的组织。”
1993年2月22日，第七届全国人民代表大会常务委员会第三十次会议通过《中华人民共和国国家安全法》。”1994年国务院常务会议通过《中华人民共和国国家安全法实施细则》，该细则第五条规定“敌对组织由国家安全部或者公安部确认”。”2014年11月1日，第十二届全国人民代表大会常务委员会第十一次会议通过《中华人民共和国反间谍法》，规定“敌对组织由国务院国家安全主管部门或者国务院公安部门确认。”2016年4月，全国人大常委会通過《中华人民共和国境外非政府组织境内活动管理法》。
中國大陸异议作家何清漣在美國之音上撰寫的专栏文章中认为：在中華人民共和國建立之初，「境外勢力」一詞被稱作「帝國主義及其走狗」，後來被稱爲「帝修反」、「境外敵對勢力」，當時的主要敵人是蘇聯加上西方部分列強。改革開放之初的1980年代，中國與西方抗蘇進入對峙期，「境外勢力」一詞使用頻率減少。在宣傳上則強調「清除精神污染」、「反对资产阶级自由化」。六四事件之後，东欧剧变、苏联解体等一系列共产主义政权垮台，反和平演变成为当时中国大陸舆论中心，而當時搞垮蘇聯的「境外敵對勢力」（官辦組織）重回安全宣傳體系。2005年烏克蘭、吉爾吉斯斯坦等國發生顏色革命之後，進一步把「境外勢力」定義為指陰謀顛覆國家政權的各派勢力。

#### 当局指控
以下列出被中华人民共和国政府指控受境外敌对势力支持的社会运动、政党、组织、个人。
- 中国民主党[9]
- 六四事件[10]

### 中華民國
境外敵對勢力，根据2019年通過的《反滲透法》规定，是指“與中華民國交戰、武力對峙或主張採取非和平手段之國家、政治實體或團體”。
2019年5月7日，中華民國立法院三讀通過「中華民國刑法」部分條文修正案以及「國家機密保護法」修正案，根據中華民國刑法民國108年5月29日修訂版第115-1條，將外國、中國大陸、港澳地區、境外敵對勢力及國際恐怖組織的刑責或其派遣之人等，納入現行外患罪規範，而根據國家機密保護法民國108年5月10日修訂版第32、33、34條加重洩漏或交付國家機密給予上述方面的刑責。
2019年5月13日，由台灣基進率先響應，提出《外國代理人登記法》草案初擬與發起連署。5月28日，時代力量亦提出《反境外敵對勢力併吞滲透法》草案，後於逕附二讀時遭否決。6月17日，民主進步黨與台灣基進於立法院召開記者會說明外國代理人登記制度之推行進度，共同推動此法案。同年9月19日，台灣基進與民主進步黨立委尤美女等人召開記者會，宣示將全力推動《境外勢力影響透明法》草案。國民黨立法院黨團在9月22日院會期間搶占主席台杯葛該案，並要求民進黨撤回。此後，民主進步黨立委尤美女、王定宇、陳曼麗、鍾佳濱、陳歐珀、蘇治芬等人於10月15日以《境外勢力影響透明法》之名提案，經立法院會議決定後直接送交二讀。
2025年3月13日，中華民國總統賴清德召開國安高層會議，主題是「凝聚反併吞共識，因應中國統戰滲透」。會後發表敞廳談話，稱「中國是境外敵對勢力」，檢討修正洪仲丘事件廢除的軍事審判法，恢復軍事審判因應滲透。賴清德在接受「財訊」專訪時表示，他是「不得已、也不得不才將中國列為境外敵對勢力」，只有這樣才能確保國家安全。中共中央台湾工作办公室發言人陈斌华批評賴清德此舉是「大放厥詞」，將把台湾推向险境。

### 朝鮮民主主義人民共和國
敌对势力，或称反共和国敌对势力（朝鲜语：／），是朝鲜民主主义人民共和国政府对反朝团体或组织的称呼。
部分被朝鲜政府认定的属于敌对势力的国家或组织：
- 美国[27]
- 傀儡韓國當局（大韓民國政府）[28]
- 美国、日本和韩国的保守势力[29]
- 人权观察[30]

當中，南韓被北韓當局定性為第一敵對國家和永遠主要敵人。
依据《朝鲜民主主义人民共和国刑法》第六十九条，朝鲜设立“敌对朝鲜民族罪”，其适用范围是“外国人以敌对朝鲜民族为目的侵害常驻国外或居留朝鲜人的人身、财产、引起民族不和的情况”。
2024年10月17日，北韓最高人民會議依據領導人金正恩放棄統一為國家目標的誓言，修正國家憲法，將南韓列為「敵對國家」。

### 美国
《限制法案》是一项于2023年3月7日首次在美国参议院提出的拟议立法。
该法案由参议员马克·沃纳提出，建议赋予商务部长审查涉及某些信息和通信技术或服务的商业交易的权力，当这些交易与美国的“外国敌对势力”有关，并对美国及其公民的国家安全构成“不适当且不可接受的风险”。
该法案适用于整个或部分由被该法案认定为美国“外国敌对势力”的国家或政府持有（或以其他方式受其管辖）的信息和通信技术实体，并且在美国有超过100万活跃用户或销量。该法案的初始文本将中华人民共和国（包括香港和澳门特别行政区）、古巴、伊朗、俄罗斯和委内瑞拉的尼古拉斯·马杜罗政权列为外国敌对势力。
此外，在美國聯邦法規的Title 15 Subtitle A Part 7 Subpart A § 7.4 ，美國的外國敵手的定義，包括中华人民共和国（包括香港特別行政區)、古巴、伊朗、俄罗斯和委内瑞拉的尼古拉斯·马杜罗政权。值得留意是，與《限制法案》不同，此規則雖然把中华人民共和国及香港列入海外敵手，但沒有把澳門列入海外敵手，而《限制法案》則把香港和澳門都列作海外敵手。
在2024年度美國國防授權法中，法案也把中華人民共和國（包括香港特別行政區、澳門特別行政區）及古巴、伊朗、北韓、俄羅斯、委內瑞拉列為「海外敵對勢力」。

## 评论

### 支持意见
在中华人民共和国，一些官員把境外NGO定性为破坏中国大陸政权的黑手，指责境外NGO煽动香港雨伞运动以及西藏314事件，还试图在暗中用和平演变手法把中国大陸社会引上西方道路。2016年5月20日，中华人民共和国外交部发言人华春莹在例行记者会上表示，美国国家民主基金会向反华团体提供资金恰恰从侧面印证了中国大陸颁布实施《境外非政府组织境内活动管理法》的重要性和必要性。美国国防大学国家战略研究所中国军事事务研究中心高级研究员吴志远（Joel Wuthnow）认为，中华人民共和国对外部敌对势力的怀疑和担心不无道理，这种势力一直存在，不过习近平等人“利用了这些怀疑，并以此为基础，将它们夸大了，以便在国内和统治方面实现其他目标”。

### 反对意见
反對此种說法的人士指出，該概念迴避了基於在個人在行使人權時所提出的合理申訴。
英國《金融時報》指出，把国内种种弊病归咎于“西方敌对势力”，这种逻辑不通的宣传很有效，但也很危险。並且還指出，有意且不断丑化“西方敌对势力”的行为，很可能会煽动起排外情绪，在未来将限制政府的回旋余地。最終會導致政府被迫回擊這類假想敵，對國際環境友好度、外國投資、國際人才等造成負面影響。
在中华人民共和国，中国国际交流协会副研究员张要武認為：「『国际反华势力』是一个定义模糊、内涵不清、执行主观的概念。」因此這詞使用時要慎重，因為該詞有「简单化、扩大化和情绪化」的傾向。「反華」是一種以二分法眼光看待問題的方式，忽略了「非敵非友」的中間力量，容易引起中間者的不滿和反感，從而對外交政策造成誤導；擴大化和情緒化地使用「反華」概念，將爭議和批評都指責爲「反華」，容易四面樹敵，惡化國際環境，最終真正造就出一大批境外敵對勢力。中國大陸學者廖保平認為，「反華勢力」的說法有時僅是一種陰謀論，並不意味着一定存在這樣一種勢力，因爲任何反對意見和負面事件都可以被解釋爲「國際反華勢力」的「陰謀」或「破壞行爲」。作為一種陰謀論，「反華勢力」的說法是冷戰思維的遺毒。濫用「反華勢力」是一種不健康和不理性的心態，它無法讓民族用開放的胸懷看世界，也無法友善地與世界人民交朋友，容易誤導自己和他人。例如在廣東省汕尾市陸豐市發生的烏坎事件曾被當地政府定性爲「境外勢力干擾」，後來中共廣東省委派出工作組介入此事，事件定性被修正爲村內利益糾紛。乔治敦大学安全与新兴技术中心研究员费瑞安（Ryan Fedasiuk）也认为外国敌对势力的说法主要是党说的一个虚构的谎言。21世纪经济报道与深圳新闻网报道指，由于“境外敵對勢力”之表述指代模糊，因而与「有关部门」一起被戏称为“世界上最神秘的组织”。